# Phymactis braziliensis
Phymactis braziliensis is een zeeanemonensoort uit de familie Actiniidae. De anemoon komt uit het geslacht Phymactis. Phymactis braziliensis werd in 1939 voor het eerst wetenschappelijk beschreven door Carlgren. 